# Zwicky Transient Facility
El Zwicky Transient Facility, o ZTF, es un proyecto de búsqueda sistemática en el hemisferio norte de fenómenos astronómicos transitorios de una duración corta, de segundos a años, en relación con la escala astronómica, que se mide en múltiplos de millones de años, que abarca fenómenos desde novas y supernovas hasta tránsitos de asteroides o cometas por delante de estrellas. Sucede a los proyectos Palomar Transient Factory (o PTF) y Intermediate Palomar Transient Factory (o iPTF) que se desarrollaron en el mismo observatorio y con los que comparte un código de observatorio del Minor Planet Center propio, el I41.

## Descripción
El proyecto utiliza un dispositivo compuesto de 16 cámaras CCD de 6144 x 6160 píxeles adosado al telescopio Samuel Oschin de 48 pulgadas, perteneciente al Observatorio Palomar, en San Diego, California, Estados Unidos. Esta cámara es capaz de cubrir 47 grados cuadrados de cielo nocturno, pudiendo producir una imagen cada 30 segundos y registrar objetos de una magnitud hasta 21,5. Esta velocidad de registro es la que permitirá descubrir no sólo mayor cantidad de objetos sino mayor cantidad de fenómenos cada vez más breves. El plan de trabajo es similar a los proyectos anteriores en los que tras el análisis de las imágenes obtenidas, el estudio de los fenómenos más interesantes es llevado a cabo por el resto de telescopios del observatorio. Durante su funcionamiento se esperan descubrir cinco mil supernovas de tipo Ia y una docena de eventos de disrupción de marea. El plano galáctico es el lugar de mayor acumulación de estrellas y, por tanto, de probabilidad de producirse supernovas, por lo que el ZTF rastreará esa zona cada noche.